# Gouvernement de Iaroslavl
1796–1929
Entités suivantes :
- Oblast industriel d’Ivanovo

Le gouvernement de Iaroslavl (en russe : Ярославская губерния) est une division administrative de l’Empire russe, puis de la R.S.F.S.R., située en Russie sur le cours supérieur de la Volga avec pour capitale la ville de Iaroslavl. Créé en 1796, le gouvernement exista jusqu’en 1929.

## Géographie
Le gouvernement de Iaroslavl était bordé par les gouvernements de Vologda, Kostroma, Vladimir, Tver et Novgorod.
Le territoire du gouvernement de Iaroslavl correspond principalement à l’actuel oblast de Iaroslavl.

## Histoire
Le gouvernement a été créé en 1796 à partir de la province (namestnitchestvo) de Iaroslavl. En janvier 1929 le gouvernement est supprimé et son territoire fait partie de l’oblast industriel d’Ivanovo.

## Subdivisions administratives
Au début du XXe siècle le gouvernement de Iaroslavl était divisé en dix ouiezds : Danilov, Lioubim, Mologa, Mychkine, Pochekhonie, Romanov-Borissoglebsk, Rostov, Rybinsk, Ouglitch et Iaroslavl.

## Population
En 1897 la population du gouvernement était de 1 071 355 habitants, dont 99,4 % de Russes.